# Ribamontán al Mar
Ribamontán al Mar è un comune spagnolo di 4.310 abitanti situato nella comunità autonoma della Cantabria, comarca di Trasmiera nella Costa Orientale della Cantabria entro la baia di Santander.
È posto in una pianura attorniata da picchi scoscesi che sovrastano le belle spiagge di Langre e Areniles. Di fronte al suo litorale c'è la rocciosa isola di Santa Marina la maggiore fra le isole della Cantabria unita alla costa da una lingua di terra che chiude la Ria de Cubas, formata dall'estuario del fiume Miera, confine naturale col comune di Marina de Cudeyo.
Ribamontán al Mar è formato dai sette nuclei abitati: Carriazo, Castanedo, Langre, Galizano, Loredo, Somo e Suesa. il capoluogo è Carriazo presso il fiume Herrera che dista 34,5 km da Santander capitale della Cantabria.
L'economia locale ha le sue fonti principalmente nel settore terziario nel quale è impiegato il 61,7% della popolazione attiva, che è impiegata per il 12,9% nel settore primario soprattutto nell'allevamento del bestiame, per il 13,8 nell'industria, e per l'11,6% nell'edilizia.
Nel corso del XX secolo la popolazione è cresciuta dai 1.607 abitanti del 1900 ai 3.688 nel 2001. L'età media è di 40,9 anni indice di una prevalenza di popolazione anziana su quella giovane.

## Storia
I resti archeologici del comune e dei dintorni indicano la presenza umana in Ribamontán al Mar sin dal Paleolitico, con continuità fino al medioevo. La presenza dei Romani è stata di poco rilievo e solo dei resti di un piccolo abitato romano presso Galizano testimoniano la loro presenza nell'età imperiale.
Nel medioevo l'esistenza delle località che compongono oggi il comune risulta in documenti intorno al 1000 a partire da Carriazo nel 927. Dal Becerro de Behetrias, elenco delle località cantabre e dei loro privilegi e obblighi del 1372, si sa che le località di Carriazo, Castanedo e Galizano erano dipendenti della famiglia degli Agüero.
In quel periodo diverse località si aggregarono formando la Junta de Ribamontán, una delle cinque che costituivano la Merindad de Trasmiera che i Re Cattolici integrarono nel Corregimiento de las cuatro Villas de la Costa de la mar.
Durante il XVI e XVII secolo dalla Trasmiera uscirono architetti e costruttori edili che diffusero in tutta la Spagna l'architettura classica e barocca.
Nel 1822, durante il cosiddetto "triennio liberale", la Junta de Ribamontán si sciolse e si divise in due comuni costituzionali distinti Anero e Ribamontán al Mar.

## Monumenti e luoghi d'interesse
Nei vari paesi che costituiscono il comune, molti sono le evidenze architettoniche del XVII secolo come la Casa de Portón y Calderón de la Barca a Galizano e, in questo stesso paese, la Casa de Calderón -Güemes, inoltre la Casona de los señores de la Roza a Carriazo, la Casa de Cospedal a Loredo, la Casa de Francisco del Piñal a Las Pilas, la Casa del maestro de canteria Pedro de la Cuesta a Galizano, la Casa de los Solanos Setién con una cappella del 1701 a Carriazo.
Dell'architettura civile degli ultimi secoli sono esempi le Escuelas de Galizano del XX secolo, la Casa Villa in Suesa dello stesso secolo, la Casa de Junquera del 1983 in Somo e il Puente sobre la ría de Cubas del 1978.
Tra le architetture religiose di particolare pregio si segnalano le chiese di San Salvador dei secoli dal XV al XVIII a Castanedo, di San Martin del XVII secolo a Carriazo, di Santa Eulalia' dei secoli XVII-XVIII a Suesa, di N.tra Sñra. de la Asunción del XVIII secolo a Galizano, di San Félix del XX secolo a Langre e a Somo, le ermitas di San Antonio del XVI secolo a Carriazo, di San Pantaleón del 1642 più volte restaurata e modificata in Galizano, di Santa Polonia del XVII secolo a Loredo, di San Ibón del 1539 a Somo, il Convento de las Madres Trinitarias del 1887 in Suesa.

## Feste
Il 5 gennaio a Castanedo, Galizano, Loredo, Somo e Suesa, c'è la Cabalgada de los Reys, festa che ricorda e rappresenta l'arrivo dei Re Magi in carrozza decorata seguita e preceduta dalla scorta di scudieri a cavallo e da altre carrozze dei dignitari delle loro corti. È questa una festa comune a quasi tutte le località della Cantabria.
Il 15 maggio a Galizano si celebra San Isidro Labrador con anche una feria de ganado, fiera di bestiame allevato con concorso-esposizione di vacche di razza frisona di carattere comarcale.
Il 27 luglio a Galizano si festeggia San Pantaleón, il 1º agosto San Félix a Langre, il 15 agosto Nuestra Señora a Galizano, il 16 agosto San Roque a Carriazo, l'8 settembre N.tra S.ñra de la Virgen de Latas che consta di due fasi: la prima nella domenica precedente il giorno 8 con processione marittima di barche a Santander, nella seconda, la statua della Vergine è portata in processione alla chiesa parrocchiale di Loredo in cui si recita il rosario, poi c'è una sfilata di carrozze tutte decorate partite da ogni località comunale che convergono in un punto della città e da lì  si dirigono assieme al Santuario della Virgen de Latas. Dopo la messa solenne cantata si fa una processione attorno alla chiesa con le danzas de picayos accompagnate da canzoni che invocano la protezione della Vergine. Il giorno successivo si svolge la Fiesta de Latas in omaggio a bambini e vecchi poveri.